# آلزو (آویرون)
آلزو (به فرانسوی: Alzou) یک رود در فرانسه است.